# Real Good Looking Boy/Old Red Wine
Real Good Looking Boy/Old Red Wine è un singolo del gruppo rock britannico The Who, pubblicato nel 2004.

## I brani
Real Good Looking Boy
L'intro al pianoforte e un verso sono tratti dal brano Can't Help Falling in Love di Elvis Presley, a cui è dedicato l'intero brano.

## Tracce
- 7"

Lato A
1. Real Good Looking Boy – 3:53 (Pete Townshend, Luigi Creatore, Hugo Peretti, George David Weiss)

Lato B
1. Old Red Wine – 3:44

## Formazione
- Pete Townshend - chitarra, cori
- Roger Daltrey - voce
- Greg Lake - basso
- Zak Starkey - batteria
- John "Rabbit" Bundrick - pianoforte
- Simon Townshend - tastiera, chitarra